# 20 Greatest Hits
20 Greatest Hits is een compilatiealbum van de Britse band The Beatles. Het album bestaat uit nummer 1-hits die de band had in het Verenigd Koninkrijk en de Verenigde Staten. Het album werd uitgebracht op 11 oktober 1982 in de Verenigde Staten en op 18 oktober in het Verenigd Koninkrijk ter gelegenheid van de twintigste verjaardag van hun eerste single "Love Me Do". 20 Greatest Hits is het laatste Beatles-album waarbij de Britse en Amerikaanse versies van elkaar verschillen; dit werd gedaan omdat sommige Amerikaanse hits van de band niet in het Verenigd Koninkrijk op single waren uitgebracht.
Op de Britse versie van het album staan alle negentien nummers van de zeventien singles die op de eerste plaats van de UK Singles Chart terechtkwamen (inclusief beide A-kanten van de singles "Day Tripper"/"We Can Work It Out" en "Yellow Submarine"/"Eleanor Rigby"), plus de eerste Beatles-hit "Love Me Do", die tot plaats 17 kwam. De Amerikaanse versie van het album werd uitgebracht in meerdere andere landen, alhoewel niet alle nummers op het album ook echt nummer 1-hits waren in deze landen.
Het was niet de eerste keer dat een compilatiealbum van The Beatles met enkel nummer 1-hits werd uitgebracht. Al in 1979 en 1980 werd een album met de naam 20 Golden Hits uitgebracht in een groot aantal landen buiten het Verenigd Koninkrijk en de Verenigde Staten. Tevens werd in 1983 het album The Number Ones inclusief bonus-ep uitgebracht in Australië, waar 23 nummers op stonden.

## Tracks

### Britse versie
Alle muziek en teksten zijn geschreven door Lennon-McCartney. 
| Nr. | Titel                    | Afkomstig van      | Duur |
| --- | ------------------------ | ------------------ | ---- |
| 1.  | Love Me Do               | Please Please Me   | 2:23 |
| 2.  | From Me to You           | Single uit 1963    | 1:56 |
| 3.  | She Loves You            | Single uit 1963    | 2:22 |
| 4.  | I Want to Hold Your Hand | Single uit 1963    | 2:27 |
| 5.  | Can't Buy Me Love        | A Hard Day's Night | 2:14 |
| 6.  | A Hard Day's Night       | A Hard Day's Night | 2:34 |
| 7.  | I Feel Fine              | Single uit 1964    | 2:20 |
| 8.  | Ticket to Ride           | Help!              | 3:10 |
| 9.  | Help!                    | Help!              | 2:19 |
| 10. | Day Tripper              | Single uit 1965    | 2:50 |
| 11. | We Can Work It Out       | Single uit 1965    | 2:17 |

| Nr. | Titel                       | Afkomstig van   | Duur |
| --- | --------------------------- | --------------- | ---- |
| 12. | Paperback Writer            | Single uit 1966 | 2:19 |
| 13. | Yellow Submarine            | Revolver        | 2:38 |
| 14. | Eleanor Rigby               | Revolver        | 2:08 |
| 15. | All You Need Is Love        | Single uit 1967 | 3:49 |
| 16. | Hello, Goodbye              | Single uit 1967 | 3:30 |
| 17. | Lady Madonna                | Single uit 1968 | 2:16 |
| 18. | Hey Jude                    | Single uit 1968 | 7:11 |
| 19. | Get Back                    | Let It Be       | 3:13 |
| 20. | The Ballad of John and Yoko | Single uit 1969 | 2:59 |

### Amerikaanse versie
| Nr. | Titel                    | Afkomstig van       | Duur |
| --- | ------------------------ | ------------------- | ---- |
| 1.  | She Loves You            | Single uit 1963     | 2:22 |
| 2.  | Love Me Do               | Single uit 1964     | 2:23 |
| 3.  | I Want to Hold Your Hand | Meet The Beatles!   | 2:27 |
| 4.  | Can't Buy Me Love        | A Hard Day's Night  | 2:14 |
| 5.  | A Hard Day's Night       | A Hard Day's Night  | 2:34 |
| 6.  | I Feel Fine              | Beatles '65         | 2:20 |
| 7.  | Eight Days a Week        | Beatles VI          | 2:45 |
| 8.  | Ticket to Ride           | Help!               | 3:10 |
| 9.  | Help!                    | Help!               | 2:19 |
| 10. | Yesterday                | Yesterday and Today | 2:06 |
| 11. | We Can Work It Out       | Yesterday and Today | 2:17 |
| 12. | Paperback Writer         | Single uit 1966     | 2:19 |

| Nr. | Titel                     | Afkomstig van        | Duur |
| --- | ------------------------- | -------------------- | ---- |
| 13. | Penny Lane                | Magical Mystery Tour | 3:02 |
| 14. | All You Need Is Love      | Magical Mystery Tour | 3:49 |
| 15. | Hello, Goodbye            | Magical Mystery Tour | 3:30 |
| 16. | Hey Jude                  | Single uit 1968      | 5:05 |
| 17. | Get Back                  | Let It Be            | 3:13 |
| 18. | Come Together             | Abbey Road           | 4:19 |
| 19. | Let It Be                 | Let It Be            | 3:52 |
| 20. | The Long and Winding Road | Let It Be            | 3:38 |